# Pseudophilautus frankenbergi
Espèce
Synonymes
- Philautus frankenbergi Meegaskumbura & Manamendra-Arachchi, 2005

Statut de conservation UICN

 EN B1ab(iii)+2ab(iii) : En danger
Pseudophilautus frankenbergi est une espèce d'amphibiens de la famille des Rhacophoridae.

## Répartition
Cette espèce est endémique du Sri Lanka. Elle se rencontre entre 1 850 à 2 135 m d'altitude dans le massif Central.

## Description
Pseudophilautus frankenbergi mesure de 27 à 29 mm pour les mâles. Son dos est uniformément brun cendré.

## Étymologie
Son nom d'espèce, frankenbergi, lui a été donné en référence à Regina Bauer Frankenberg (États-Unis, 1908–1991), fondatrice de la Regina Bauer Frankenberg Foundation.

## Publication originale
- Meegaskumbura & Manamendra-Arachchi, 2005 : Description of eight new species of shrub-frogs (Ranidae : Rhacophorinae : Philautus) from Sri Lanka. The Raffles Bulletin of Zoology, Supplement Series, no 12, p. 305-308 (texte intégral).